# Han Yucheng
Han Yucheng (né le 16 décembre 1978) est un athlète chinois, spécialiste de la marche athlétique.

## Biographie
Il remporte la médaille d'or du 20 km marche lors des championnats d'Asie 2003, à Manille, dans le temps de 1 h 21 min 12

### Palmarès
| Date | Compétition              | Lieu           | Résultat | Épreuve         | Performance   |
| ---- | ------------------------ | -------------- | -------- | --------------- | ------------- |
| 2003 | Championnats d'Asie      | Manille        | 1er      | 20 km marche    | 1 h 21 min 12 |
| 2006 | Coupe du monde de marche | La Corogne     | 3e       | 20 000 m marche | 1 h 19 min 10 |
| 2006 | Jeux asiatiques          | Doha           | 1er      | 20 km marche    | 1 h 21 min 41 |
| 2016 | Jeux olympiques          | Rio de Janeiro | 47e      | 50 km marche    | 4 h 32 min 35 |

### Records
| Épreuve      | Performance     | Lieu | Date          |
| ------------ | --------------- | ---- | ------------- |
| 20 km marche | 1 h 18 min 31 s | Cixi | 23 avril 2005 |